# Cobra Security
Cobra Security este o companie de pază și securitate din România, parte a grupului UTI.
Număr de angajați în 2008: 2.500.
Cifră de afaceri în 2007: 9,6 milioane euro.